# Геологія Таджикистану
Геологічна будова Таджикистану.
Територія Таджикистану розташована на зчленуванні Урало-Монгольського і Середземноморського геосинклінальних поясів. У межах Таджикистану розташовані складчасті споруди Серединного і Південного Тянь-Шаню та Паміру, а також дві міжгірські западини: Таджицька і Ферганська. У Таджикистані виділяють такі геолого-географічні райони (з півночі на південь).
Північний Таджикистан (Карамазар) включає південні схили Курамінського хребта і гори Моголтау, є частиною великого пізньопалеозойського вулканоплутонічного пояса, накладеного на Кураміно-Ферганський жорсткий масив. Тут розвинені наземні вулканічні формації та інтрузивні комплекси вапняно-лужної і сублужної серій. Перші залягають в ізометричних депресіях і лінійних ґрабенах, другі складають великі лаколіти і штоки. У районі виявлені родовища поліметалічних (Карамазарська група родовищ), золотих, срібних, бісмутових, вольфрамових, молібденових руд.
Північно-Східний Таджикистан займає західну частину Ферганської западини. Тут переважає орогенний олігоцен-ранньочетвертинний моласовий комплекс. Родовища нафти і вугілля пов'язані з відкладами юри та еоцену.
Центральний Таджикистан належить до герцинід Південно-Тянь-Шаньської складчастої системи. Тут розвинені теригенні і теригенно-карбонатні відклади міогеосинклінального типу і вулканогенно-осадові — евгеосинклінального типу. Вулканіти — толеїтової і вапняно-лужної серій. Їх перекривають фліш і моласа пізнього палеозою. У Каратегіні виходять на поверхню мігматизовані в девоні архейські товщі. Гранітоїдами утворений найбільший в Таджикистані Гіссарський батоліт. У районі виявлені родововища руд сурми, ртуті, вольфраму, олова, золота, флюориту, вугілля.
Південно-Західний Таджикистан займає Південно-Таджицьку депресію, в якій виявлені родовища нафти, горючого газу, кам'яної солі, целестину, розсипного золота. Південно-Західний Таджикистан включає Північний і Південний Памір. Північний Памір — частина великої Паміро-Гіндукушської герцинської геосинклінальної складчастої системи. Тут розвинені відклади евгеосинклінального і міогеосинклінального типів, прорвані гранітоїдами. Південний Памір належить до Паміро-Каракорумської кімерійської складчастої системи. На півдні цього району розріз включає відклади від рифею до неогену, палеозойські породи переважно карбонатні, а мезозойсько-кайнозойські — переважно теригенні шельфового типу. Розвинені крейдові і палеогенові граніти. Великі простори південно-східгої частини Південного Паміру займають потужні теригенні товщі кам'яновугільно-пермського і тріасового періодів. Древніші породи тут не виявлені. Юрські породи, карбонатні шельфового типу, прорвані гранітами крейди.
Південно-західна частина Південного Паміру утворена архей- нижньопротерозойськими кристалічними сланцями і гнейсами. На Памірі виявлені родовища руд олова, боросилікатів, рідкісних металів, п'єзооптичної і магнезійної сировини, самоцвітів.